# Karagöz
Karagöz (occhio nero in lingua italiana) è il personaggio principale - insieme ad Hacivat (o Hacivad) - del teatro d'ombre turco tradizionale, divenuto popolare sotto l'impero ottomano. Il tema centrale delle commedie sono i contrasti fra i due personaggi principali: Karagöz rappresenta l'uomo del popolo, illetterato e diretto, mentre Hacivat appartiene alla classe istruita, e si esprime in un linguaggio letterario. Lo spirito semplice ma arguto di Karagöz ha sempre la meglio sull'istruzione di Hacivat, anche se i suoi espedienti per arricchirsi inevitabilmente si traducono in un fallimento.
Gli spettacoli del Karagöz sono associati soprattutto al Ramadan. Fino all'avvento della radio e del cinema, fu la forma di intrattenimento più popolare in Turchia, e sopravvive anche oggi, anche se in forme indirizzate soprattutto al pubblico infantile.
Non si conosce l'origine di questa forma di spettacolo. Alcuni storici ritengono che i primi spettacoli di Karagöz furono realizzati per il sultano Selim I (regno 1512–1520) in Egitto, dopo la conquista dei Mamelucchi, ma lo scrittore Evliya Çelebi, nel XVII secolo, dava notizia di alcuni spettacoli sotto il regno di Bayezid I (1389–1402). Gli stessi personaggi di Karagöz e Hacivat sarebbero stati ispirati da due lavoratori che parteciparono alla costruzione della moschea Grande a Bursa sotto Orhan I, che regnò sul nascente impero ottomano negli anni 1326-1359. I contrasti fra i due lavoratori divertivano i colleghi, ma rallentavano la costruzione al punto che vennero condannati a morte. Secondo una versione di questa leggenda, fu un loro contemporaneo, Şeyh Küşteri, a realizzare le prime marionette con le sembianze dei due eroi popolari e a mettere in scena i primi spettacoli.

## I personaggi
Gli altri personaggi degli spettacoli, oltre a Karagöz e Hacivat, sono l'ubriacone Tuzsuz Deli Bekir, con l'immancabile bottiglia di vino, Uzun Efe dal collo lungo, l'oppiomane Kanbur Tiryaki con la sua pipa, l'eccentrico nano Altı Kariş Beberuhi, lo sciocco Denyo, lo spendaccione Civan, e la civettuola Nigâr. Fra i personaggi sono compresi anche danzatori e jinn, oltre a vari personaggi non turchi: un arabo che non conosce il turco (di solito un mendicante o un venditore ambulante), una domestica nera, una domestica circassa, una guardia albanese, un dottore greco, un armeno (generalmente un domestico o un cambiavalute), un ebreo (di solito un orafo), un persiano che recita poesie con accento azero.

## La tecnica
Le figure usate nel teatro Karagöz, alte generalmente 35–40 cm., sono realizzate in pelle animale, specialmente di cammello, trattata fino a diventare semi-trasparente. Le varie parti della figura sono ritagliate separatamente e dipinte con colori translucidi, quindi unite da giunti che ne permettono l'articolazione.
Le figure, controllate da bacchette, vengono accostate ad uno schermo di tessuto semitrasparante, chiamato ayna ("specchio"), illuminato posteriormente da una lampada ad olio.  Il pubblico, sistemato davanti allo schermo, vede le ombre proiettate su di esso e non vede l'animatore che aziona le bacchette.

## Lo spettacolo

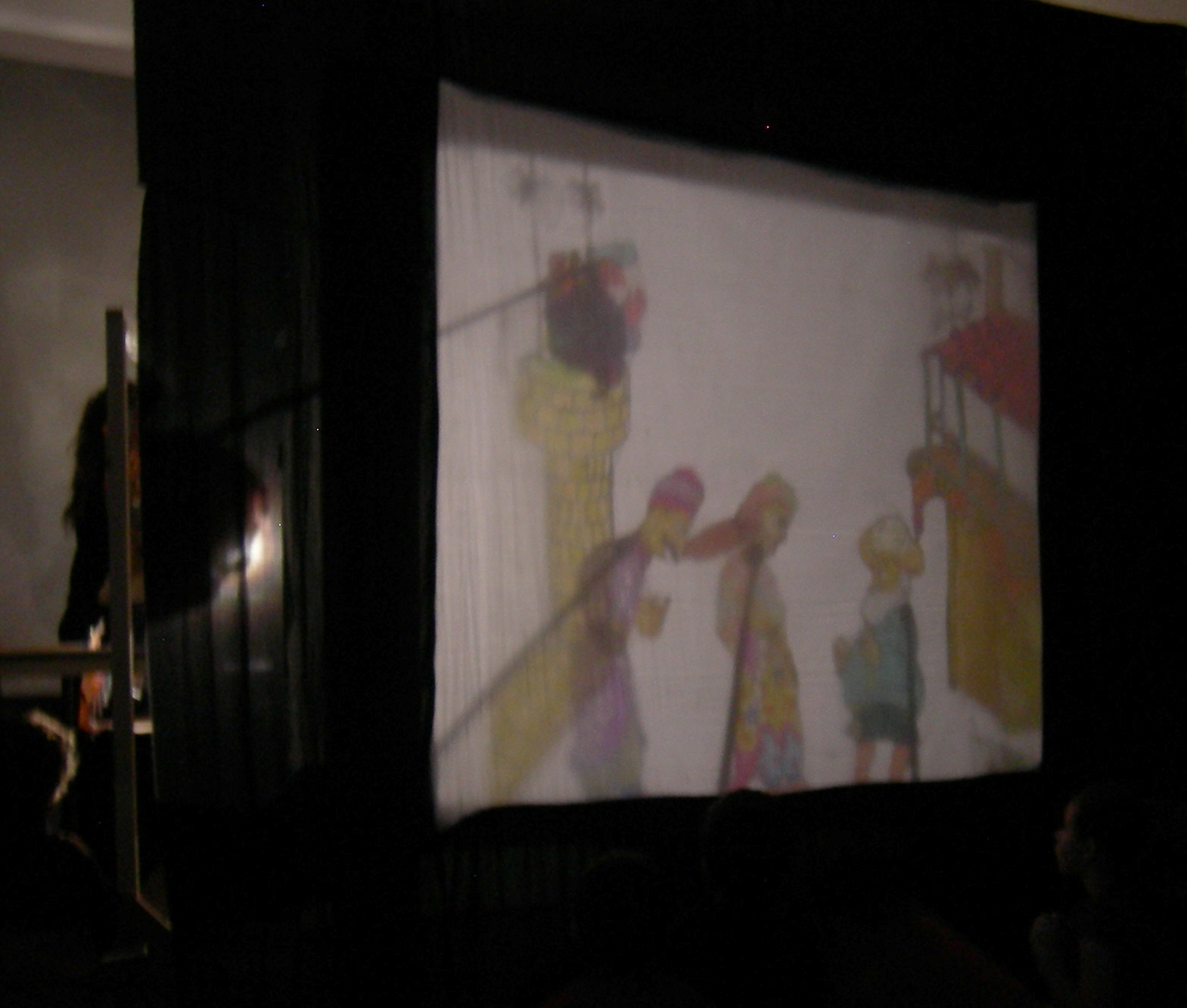
Spettacolo di Karagöz alla Turkfest di Seattle (2007)

Lo spettacolo di Karagöz è strutturato in quattro parti:
- Mukaddime: introduzione; Hacivat canta un semai (differente per ogni spettacolo), recita una preghiera e informa di essere alla ricerca del suo amico Karagöz, che invita sulla scena. Karagöz entra dal lato opposto.
- Muhavere: dialogo fra Karagöz e Hacivat
- Fasil: trama principale
- Bitiş: una breve discussione fra Karagöz e Hacivat che si conclude sempre con Hacivat che rimprovera Karagöz di aver "rovinato" qualsiasi impresa, e con Karagöz che chiede perdono per le sue trasgressioni.

## Animatori

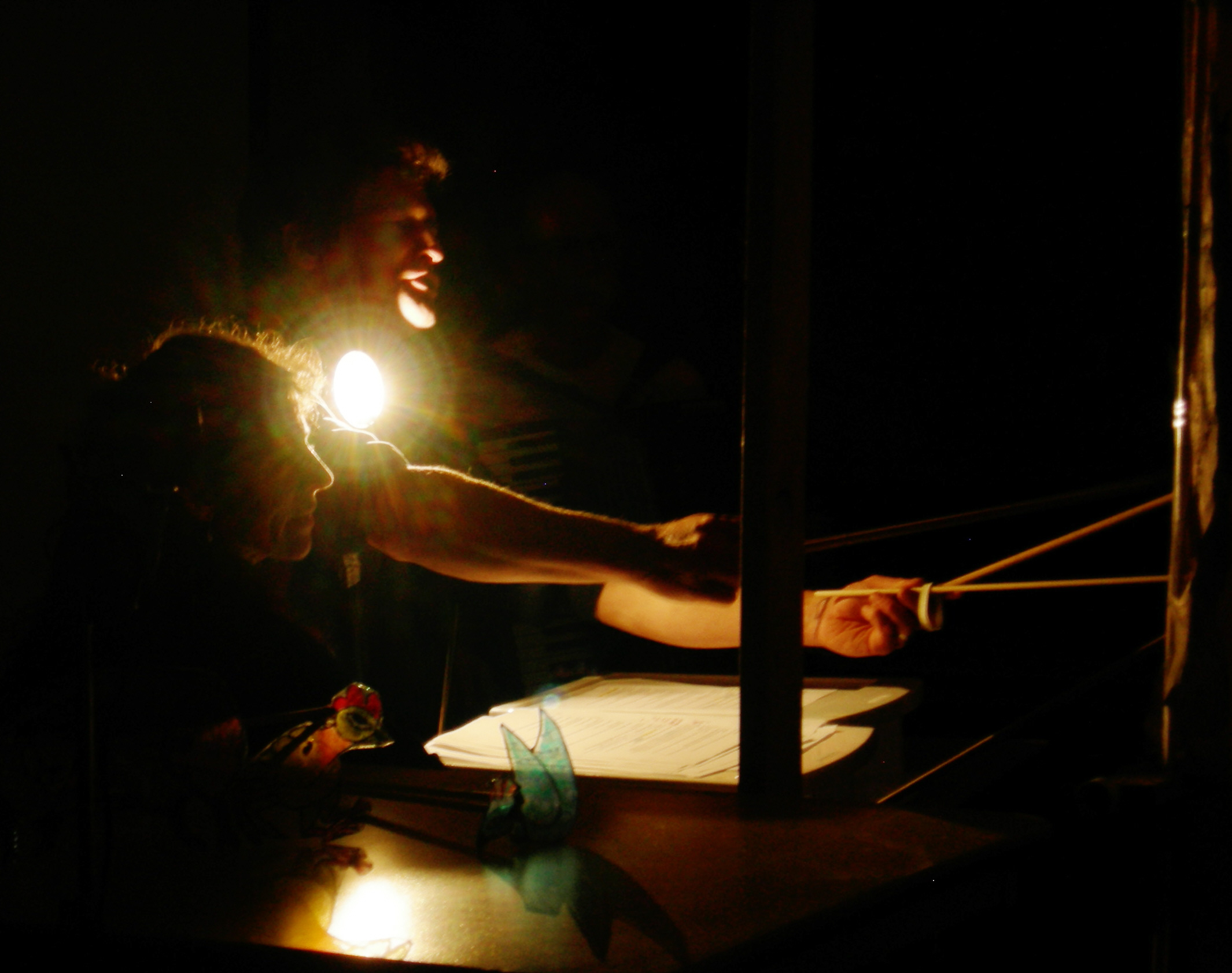
Lo Hayalî Craig Jacobrown al Turkfest di Seattle (2007)

Gli animatori del teatro Karagöz sono chiamati hayalî, creatori di immagini. Sono anche noti come Karagözcu o hayalbaz. Lo hayalî interpreta tutti i ruoli dello spettacolo, imitando suoni, dialetti e timbri vocali dei vari personaggi. Normalmente, è assistito da un apprendista che monta e smonta la scena e che gli porge i vari personaggi al momento giusto. Quest'ultimo compito può essere svolto anche da un sandıkkâr (da "sandık", "cofano"). Altri collaboratori possono essere lo yardak, cantante, e il dairezen, suonatore di tamburello.